# Настоящий Арон Стоун
«Настоящий Арон Стоун» (англ. Aaron Stone) — американский телесериал, транслируется каналами Disney Channel и Disney XD. Сериал, состоящий из двух сезонов, производится и принадлежит The Walt Disney Company.

## Сюжет
Подросток Чарли Лэндерс — чемпион мира популярной онлайн игры «Герой. Восхождение». В виртуальном мире он известен, как персонаж по имени Арон Стоун — неукротимый и непобедимый борец со злом. Но на самом деле «Герой. Восхождение» — это не просто игра, а испытательный тренажёр для реальных секретных агентов. Однажды некий Ти Абнер Холл пытается превратить Чарли в своего аватара в игре — Арона Стоуна. Чарли, хоть и не сразу, соглашается, чтобы защищать свою семью и мир и получает суперспособности своего виртуального героя Арона Стоуна. Чарли знакомится со своим напарником СТЭНом, который оказывается настоящим андроидом. Теперь Чарли приходится жить двойной жизнью: обычной повседневной жизнью подростка и наполненной опасностями и подвигами жизнью супергероя.
Соседка Чарли — Эмма, тоже увлеченная этой компьютерной игрой, мечтает о том, чтобы всё, что происходит в ней было реальностью. Но на самом деле Эмма тоже является одним из супергероев. Её аватар — Дарк Тамара, уже несколько лет защищает город. Она переезжает к Чарли для того, чтобы следить за его поступками, тем самым, передавать все новости Холлу. Очень скоро она становится ближайшей помощницей Арона. Так же в игре есть младший брат Чарли — Джейсон, под именем Терминус Маг. Он узнает о призвании брата гораздо позже, (в последней серии второго сезона) и тоже помогает Арону. Джейсон — хитрый, противоположность Чарли. В результате, Чарли оказывается на пороге у самого страшного врага Холла — злодея Некроза. И для того чтобы победить, ему понадобится вся мощь своих новых способностей, вкупе с последними технологическими разработками человечества.
Доктор Некроз и остальные его приспешники на пороге осуществления своих коварных планов. Только Арон Стоун может помешать им, получив контроль над опаснейшим изобретением. А в школе Чарли должен исправить свои плохие оценки и избежать вылета из баскетбольной команды.
Во втором сезоне Арон уничтожает Омегу — вызов (Некроза и других злодеев) и он сразу же получает новых преступников: 7 мутантов, с кошмарными уродствами, над которыми Омега — вызов ставила страшные эксперименты. Во главе злодеев стоит злодей по имени Дефект. Омега — вызов изуродовала его кожу и после чего, поставили над ним последний эксперимент. Дефект носит кожу головы гоблина, чтобы скрыть своё уродство. Получая новое оборудование и снаряжение, Арон вновь готов защищать мир.

## В ролях
- Келли Блац — Чарли Лэндерс / Арон Стоун
- Таня Гунади — Эмма Лау / Дарк Тамара
- Дэвид Ламберт — Джейсон Лэндерс / Терминус Маг
- Джей Пи Ману — Мистер Стэн / СТЭН
- Мартин Роуч — Мистер Ти / Ти Абнер Холл